# Naya Tapper
Naya Elena Tapper (3 de agosto de 1994) é uma jogadora de rugby sevens estadunidense.
Tapper foi a primeira mulher dos EUA a atingir 100 tries e é a maior artilheira de todos os tempos da equipe feminina dos EUA. Seu tackle de perseguição que salvou um try contra a Irlanda no Dubai Sevens de 2021 foi nomeado a jogada nº 1 no SportCenter Top 10 da ESPN.

## Carreira
Tapper nasceu em Beaufort, Carolina do Sul, filho de Norman Tapper e Juanita Nater-Tapper, que são descendentes de jamaicanos e portorriquenhos. Ela cresceu em Charlotte, Carolina do Norte, onde estudou na West Mecklenburg High School e foi uma atleta All-American no atletismo. Seu irmão mais velho, Mark LeGree, jogou futebol americano na NFL. Quando criança, Tapper sonhava em seguir seus passos, sentindo-se atraída pela energia agressiva do esporte, mas percebeu que não era uma opção viável para uma menina. Ela começou sua carreira no rúgbi aos 18 anos, durante seu primeiro ano de faculdade na Universidade da Carolina do Norte em Chapel Hill. Ela se formou em ciências do exercício e do esporte com especialização em espanhol, graduando-se em 2016.
Ela foi recrutada pela primeira vez para se juntar à seleção feminina de rugby sevens dos Estados Unidos apenas dois meses depois de começar a jogar rugby em seu primeiro ano de faculdade. Ela recusou a oferta para se concentrar nos estudos. Mas em seu último semestre de faculdade em 2016, Tapper fez sua estreia profissional como membro da seleção feminina de rugby sevens dos Estados Unidos, conhecida como Eagles, no São Paulo Women's Sevens de 2016.
Tapper foi nomeada para a equipe feminina de sevens dos Estados Unidos para as Olimpíadas de Verão de 2024 em Paris. Seu time derrotou a Austrália na disputa pela medalha de bronze e ganhou a primeira medalha olímpica dos EUA em sevens.